# Apollos
Apollos ist eine Gestalt aus dem Neuen Testament der Bibel. Apollos ist ein griechischer Name (Ἀπολλῶς) und zugleich die Abkürzung für Apollonios.

## Apollos als urchristlicher Missionar neben und mit Paulus
Der Verfasser der Apostelgeschichte charakterisiert Apollos als „redekundigen und in der Schrift bewanderten“ Juden aus Alexandria (Apg 18,24 ). Er kannte und predigte die christliche Botschaft in Ephesus, war aber in einigen Details schlecht informiert. So kannte er nur die Taufe des Johannes, nicht aber die Taufe auf den Namen Jesu Christi, die über die Sündenvergebung hinaus auch den Empfang des Heiligen Geistes bedeutet. Aquila und Priszilla hörten ihn in der Synagoge, nahmen ihn bei sich auf und gaben ihm genauere Unterweisung (Apg 18,24–26 ).
Von Ephesus ging er mit einem Empfehlungsschreiben der Gemeinde nach Achaea und setzte in Korinth die Arbeit des Paulus erfolgreich fort (Apg 18,27–28 ). 1 Kor 1,12  lässt allerdings darauf schließen, dass seine Botschaft in einzelnen Punkten von der des Paulus abwich, so dass sich Parteien in der Korinther Gemeinde bildeten.
Im 1. Brief an die Korinther erwähnt Paulus, dass er Apollos ermahnt habe, die Gemeinde in Korinth zu besuchen. Er war jedoch zu dem Zeitpunkt nicht gewillt (1 Kor 16,12 ).
Jahre später erwähnt der Verfasser des Titusbriefes (die Verfasserschaft des Paulus ist strittig) Apollos noch einmal in Tit 3,13  und legt Titus die Sorge für ihn und seinen Reisegefährten Zenas ans Herz.

## Apollos als Autor
Martin Luther vermutete, dass Apollos der Verfasser des Hebräerbriefes gewesen sei. In der Bibelexegese fand diese Hypothese auch im 20. Jahrhundert Befürworter; Albert Vanhoye bezeichnete es als sehr wahrscheinlich, allerdings unbeweisbar, dass Apollos den Hebräerbrief verfasst habe, denn die Charakterisierung des Apollos in der Apostelgeschichte passe gut zu einer solchen Autorschaft: „Jüdischer Ursprung, alexandrische Bildung, Kenntnis der Heiligen Schrift und der Ruf der Beredsamkeit.“

## Gedenktage
- Evangelisch: 13. Februar (Lutheran Church – Missouri Synod)
- Römisch-katholisch: 9. Dezember
- Orthodox: 30. März, 4. Januar
- Armenisch: 24. September, 8. Dezember